# Gösta Eriksson
Gösta Gunvald Eriksson  (ur. 26 stycznia 1931 w Skee, zm. 21 sierpnia 2024 w Trollhättan) – szwedzki wioślarz, srebrny medalista olimpijski.
Wystąpił na igrzyskach olimpijskich w Melbourne w 1956, gdzie Szwedzi w składzie: Olle Larsson, Gösta Eriksson, Ivar Aronsson, Evert Gunnarsson i Bertil Göransson (sternik) zdobyli srebrny medal w czwórkach ze sternikiem. W wyścigu finałowym o 3 sekundy przegrali z osadą Włoch, a o 8,5 sekundy wyprzedzili osadę Finlandii. Na tej samej imprezie startował także w ósemkach, w których Szwedzi zajęli czwarte miejsce. Walkę o podium przegrali z Australijczykami o 8,9 sekundy. Na rozgrywanych cztery lata późnej igrzyskach olimpijskich w Rzymie startował w czwórkach ze sternikiem i czwórkach bez sternika, jednak w obu startach Szwedzi nie awansowali do finałów. 
Ponadto zdobył srebrne medale w czwórkach ze sternikiem i ósemkach na mistrzostwach Europy w Gandawie (1955).
Dwunastokrotnie zdobywał mistrzostwo Szwecji.